# Ashok Dilwali
Ashok Dilwali (अशोक दिलवाली; * 18. srpna 1944 Nové Dillí) také známý jako Shiri Ashok Dilwali je indický fotograf. V roce 2019 získal cenu za celoživotní dílo v rámci 7. National Photography Awards. Získal peněžní odměnu 3 00 000 Rs.

## Životopis
Dilwali je nejznámější díky své práci v Himálaji. Vydal 25 knih o přírodě a krajině. Je členem India International Center, India Habitat Center, Indian Mountaineering Foundation a Královské fotografické společnosti. Je také členem Královské geografické společnosti.